# Christine Roque
Christine Roque alias Christine Roques, est une chanteuse et danseuse française, née le 7 juin 1965 à Toulouse.

## Biographie
Après son baccalauréat, elle fait des études de danse à Paris. Elle passe par la suite une audition au petit conservatoire de Mireille. Elle y est repérée par René Joly, qui devient son producteur. 
En 1987, elle débute avec un premier single, Premiers frissons d'amour, qui connaît un grand succès. Ce titre est écrit et composé par Corinne Sinclair. Il reste 3 mois dans le Top Singles France et occupe durant trois semaines la dixième place dans le Top Singles France. Le single Premiers frissons d'amour fut repris sur de nombreuses compilations de tubes des années 1980 (80 tubes des années 1980 - 100% francophone (2009), Délire 80 (2011)
Dans la foulée, elle travaille sur d'autres titres en vue d'un album. Elle reprend la graphie exacte de son patronyme, soit Roques, et enregistre les singles Rêves impudiques (1987) et Jeremy (1988).
Son producteur étant en désaccord avec CBS qui voulait que Christine devienne une artiste « maison », il décide de partir chez WEA. Elle y enregistre Sale menteur et le scénario se reproduit. Christine met fin à son contrat avec René Joly. Sa carrière de chanteuse s’arrête là. 
Christine Viards-Roques a créé une association de danse classique et comédie musicale: Entr'Chats.
En 2016, le mannequin belge Cassandra Foret reprend Premiers frissons d'amour.
En 2025, Christine Roques donne une interview au site Horscene, revenant longuement sur sa carrière.

## Discographie
Singles
- 1986 et 1987 : Premiers frissons d'amour - #10 in France, Silver disc
- 1987 : Rêves impudiques
- 1988 : Jérémy
- 1988 : Sale menteur